# Traumatisme craniene
Traumatismele craniene sunt leziuni provocate de lovituri puternice la nivelul cutiei craniene și aduc, uneori, tulburări neurologice. Impun o atenție deosebită, afectează formațiuni nervoase de importanță vitală, evoluează uneori înșelător și pot conduce la complicații grave.

## Tipuri de traumatisme craniene:
- gradul IV - conduc la pierderea cunoștinței mai mult de 7 zile, iar leziunile cerebrale apar în toate cazurile.
- gradul III - contuziile cerebrale grave, pierderea cunoștinței până la 7 zile, tulburări neurologice persistă și în 3 săptămâni de la accident, iar în 24% din cazuri survin leziuni tardive.
- în e.f.s - traumatisme craniene ușoare - comoții cerebrale.

## Primul ajutor:
- se bandajează fractura dacă este deschisă.
- dacă urechea sângerează, se va acoperi cu un bandaj curat, dar nu se va opri hemoragia.
- se va observa respirația.
- accidentatul trebuie culcat pe o targă plană în timpul transportului, în poziție laterală stabilă.